# Saurita tristissima
Saurita tristissima là một loài bướm đêm thuộc phân họ Arctiinae. Loài này được Perty mô tả năm 1834. Loài này có ở rừng mưa Amazon.